# Sinoe (geslacht)
Sinoe is een geslacht van vlinders van de familie tastermotten (Gelechiidae).

## Soorten
- S. robiniella (Fitch, 1859)